# جيمس براون (لاعب كريكت)
جيمس براون (بالإنجليزية: James Brown)‏ (24 سبتمبر 1931 في المملكة المتحدة - 8 ديسمبر 2014) هو لاعب كريكت بريطاني. شارك مع منتخب إسكتلندا الوطني للكريكت.

## وصلات خارجية
- جيمس براون على موقع إي آس بي آن كريك إنفو (الإنجليزية)